# Вагелос, Рой
Пи́ндарос Рой Ва́гелос (более известный как П. Рой Вагелос или Рой Ва́гелос) (греч. Πίνδαρος Ρόι Βάγγελος, англ. Pindaros Roy Vagelos; род. 8 октября 1929, Уэстфилд, Нью-Джерси, США) — американский бизнесмен греческого происхождения, бывший президент и главный исполнительный директор (1985), а также председатель (1986) американской фармацевтической компании «Merck & Co.» (за пределами США известна как MSD). Он привлёк исследователей, разработавших множество новых важных лекарственных препаратов. Является членом Совета директоров биотехнологической компании Regeneron Pharmaceuticals, возглавляемой Джорджем Янкопулосом.
Помимо достижений в предпринимательском деле, Вагелос является автором более 100 научных статей. Он также входит в Совет попечителей Пенсильванского университета и финансирует три его самые элитные бакалаврские программы: Стипендиальная программа Вагелоса в области молекулярных наук о жизни (MLS), Программа Вагелоса в области наук о жизни и менеджмента (LSM) и Комплексная программа Вагелоса в области энергетических исследований (VIPER).
Лауреат Почётной медали острова Эллис.
Сооснователь (наряду с Джорджем Маркусом, Джорджем Бехракисом, Джоном Кациматидисом, Элени Цакопулос-Куналакис, Дином Митропулосом, Анджело Цакопулосом, Джорджем Аргиросом и др.) независимой организации/специального благотворительного фонда «FAITH: An Endowment for Orthodoxy & Hellenism», предоставляющего финансовую поддержку институтам Американской архиепископии для продвижения греческого православия и эллинизма в США.

## Биография
Пиндарос Рой Вагелос родился 8 октября 1929 года в городе Уэстфилд (Нью-Джерси, США) в семье греческих иммигрантов, и вырос в годы Великой депрессии.
Посещал Ровейскую государственную среднюю школу (Rahway High School). Получив частичную стипендию, он оставил небольшой семейный ресторан в Ровейе (Юнион, Нью-Джерси) и стал учиться на врача.
В 1950 году окончил Пенсильванский университет, где специализировался по химии (B.A.).
В 1954 году получил степень доктора медицины (M.D.) в Колумбийском университете.
Вагелос, будучи студентом медицинской школы, получил временное освобождение от призыва на военную службу, но в дальнейшем был обязан отслужить два года в качестве армейского врача. Как подготовленный хирург и биохимик, окончивший Колледж хирургии и общей терапии Колумбийского университета, Вагелос получил двухгодичное назначение в качестве врача-исследователя в Национальные институты здравоохранения США (1956—1966), что стало для молодого специалиста важным поворотным моментом в его жизни. Работал совместно с Массачусетским главным госпиталем (MGH), Университетом Вашингтона в Сент-Луисе и Медицинской школой при последнем (1966—1975), после чего занял должность президента Научно-исследовательских лабораторий Merck, Sharp & Dohme в Ровейе (1976—1984).
Является автором более 100 научных работ, а также членом Американской академии искусств и наук, Национальной академии наук США и Американского философского общества.
Рой Вагелос пожертвовал более $15 млн Пенсильванскому университету на создание лабораторий Роя и Дианы Вагелос (Roy and Diana Vagelos Laboratories). Эти деньги также пошли на создание Стипендиальной программы Вагелоса в области молекулярных наук о жизни (MLS), интенсивной программы для студентов первого курса обучения в Пенсильванском университете. Кроме того, он пожертвовал средства на создание Программы Вагелоса в области наук о жизни и менеджмента (LSM), совместной программы Уортонской школы бизнеса и Колледжа искусств и наук при Пенсильванском университете. Позже он также основал Комплексную программу Вагелоса в области энергетических исследований (VIPER).
В 1995 году д-р Вагелос был удостоен награды Национальной академии наук США «Химия на службе общества» (NAS Award for Chemistry in Service to Society), и был введён в Зал славы молодёжной некоммерческой организации «Junior Achievement».
В 1999 году стал лауреатом Премии Боуэра в номинации «за лидерство в бизнесе», а также получил Золотую медаль Отмера.
В 2010 году Вагелос, получивший степень доктора медицины в Колумбийском университете, и его супруга Диана, выпускница Барнард-колледжа, аффилированого с этим же учебным заведением, пожертвовали Колледжу хирургии и общей терапии при этом университете $50 млн на строительство нового здания, которое было названо в их честь.
В 2013 году Вагелос был приглашён выступить с речью на 1-м ежегодном симпозиуме Университета штата Нью-Йорк в Стоуни-Брук под названием «Исследуй своё будущее» (Research Your Future).
В 2017 году президент Колумбийского университета Ли Боллинджер объявил об официальном переименовании Колледжа хирургии и общей терапии в «Колледж хирургии и общей терапии имени Вагелосов». Это решение было принято после того, как супруги Рой и Диана Вагелосы пожертвовали этому учебному заведению 250 млн долларов.

## Речная слепота
В середине 1980-х годов компания «Merck & Co.» обнаружила лекарственное средство ивермектин, способное бороться с паразитом, вызывающим речную слепоту (онхоцеркоз). В то время как Всемирная организация здравоохранения и Всемирный банк проводили кампанию против трансмиссивных болезней в Западной Африке, ивермектин был самым важным медикаментом в их арсенале. Однако недавно обнаруженный препарат был слишком дорогим для правительств тех стран, где проживали страдающие этим заболеванием люди. Вагелос «хотел видеть препарат широко используемым», поэтому он оказал влияние на «Merck & Co.» для того чтобы «сделать нужное количество лекарственного средства доступным для этих правительств и пациентов без каких-либо затрат для лечения онхоцеркоза». В течение двух десятилетий, начиная с 1986 года, препарат получили более 55 млн человек. Кампания общественного здравоохранения имела успех, и в настоящее время речная слепота уже не является серьёзной проблемой для общественного здоровья в областях саванн в Западной Африке.

## Комментарии
1. ↑  Данный вариант передачи фамилии на русский язык является транслитерационным, в то время как транскрипционным вариантом является Ваджелос.